# Krysten Ritter
Krysten Alyce Ritter, född 16 december 1981 i Bloomsburg, Pennsylvania, är en amerikansk fotomodell, skådespelare och författare.

## Biografi
Krysten Ritter upptäcktes av en representant för Elite Model Management på ett varuhus i sin hemstad. Hon fick ett kontrakt och utförde modelljobb i bland annat Paris, Milano och Tokyo. 2001 slutade hon som fotomodell för att helt och hållet fokusera på skådespeleriet.
Ritter har, förutom filmroller, haft roller i TV-serier som Whoopi, Law & Order, One Life to Live, The Bedford Diaries, Veronica Mars, Justice, Gilmore Girls, Gossip Girl och Breaking Bad. Sedan 2015 spelar hon huvudrollen som Jessica Jones i Netflix och Marvels dramaserie med samma namn. Ritter debuterade som författare 2017 med spänningsromanen "Bonfire" (på svenska: "Rökridå", 2018).

## Filmografi (urval)
- 2001 – Trogen tjur sökes
- 2003 – Mona Lisas leende
- 2005–2006 – Veronica Mars (TV-serie) (åtta avsnitt)
- 2006–2007 – Gilmore Girls  (TV-serie) (åtta avsnitt)
- 2006–2007 – I nöd och lust (TV-serie) (fem avsnitt)
- 2007 – The Rich Inner Life of Penelope Cloud
- 2007 – Heavy Petting
- 2008 – Frost
- 2008 – What Happens in Vegas...
- 2008 – 27 Dresses
- 2008 – How to Make Love to a Woman
- 2009 – Margaret
- 2009 – En shopaholics bekännelser
- 2009–2010 – Breaking Bad (TV-serie) (tio avsnitt)
- 2010 – I min vildaste fantasi
- 2012–2013 – Don't Trust the B---- in Apartment 23 (TV-serie) (23 avsnitt)
- 2014 – Veronica Mars
- 2014 – Big Eyes
- 2015–2018 – Jessica Jones (TV-serie)
- 2017 – The Hero
- 2017 – The Defenders (TV-serie)
- 2019 – El Camino: A Breaking Bad Movie
- 2023 – Love & Death (TV-serie)